# You've Really Got a Hold on Me
You've Really Got a Hold on Me è una canzone scritta da Smokey Robinson, diventata nel 1962 un successo dei Miracles della Motown Records. È fra le canzoni del gruppo che ha avuto più cover. Nel 1998 ha ricevuto un Grammy Hall of Fame Award ed è stata inclusa nella lista The Rock and Roll Hall of Fame's 500 Songs that Shaped Rock and Roll. I Beatles hanno incluso una cover nell'album With the Beatles.

## Descrizione

### Composizione e registrazione
Smokey Robinson scrisse il brano quando era a New York nel 1962, in una camera d'albergo, dopo aver sentito il brano Bring It on Home to Me di Sam Cooke, presente sulle classifiche del momento.
Venne registrato il 16 ottobre dello stesso anno nello Studio A della Motown; venne prodotto dallo stesso Robinson.

### Pubblicazione
La Tamla Records pubblicò inizialmente il brano come lato B di Happy Landing, il 9 novembre 1962; il singolo riscontrò un successo regionale. Furono numerosi i DJs che preferirono il lato B al lato A, per cui, quando il 45 giri venne pubblicato negli USA, i lati vennero invertiti; nella Billboard Pop 100 il singolo giunse all'ottavo posto, mentre in quella R&B il primo. Fu il secondo singolo dei Miracles a vendere oltre un milione di copie; il primo fu Shop Around. Nel 1963 venne incluso nell'album The Fabulous Miracles. I Miracles hanno incluso la canzone in numerosi concerti; uno di essi è stato incluso nel DVD Smokey Robinson & The Miracles: The Definitive Performances 1963-1987.

### Apparizioni cinematografiche
- Nothing but a Man - 1964
- T.A.M.I. Show - 1964
- More American Graffiti - 1979
- Alien Nation - 1988
- Pappa e ciccia - 1988
- Mermaids - 1990
- Breaking the Rules - 1992
- Striptease - 1996
- College femminile - 1998
- Friends - 2000
- I Crazy Love - Boy Crazy - 2007
- Il primo amore non si scorda mai - 2010[5]

## La versione dei Beatles
You Really Got a Hold on Me è stata la prima canzone ad essere registrata per l'album With the Beatles; Paul McCartney l'ha elencata, assieme A Shot of Rhythm and Blues fra le canzoni che non si potevano propriamente definire "forti". Anche se la canzone non aveva avuto successo nel Regno Unito, a Liverpool era arrivata una copia del singolo.
È stata registrata il 18 luglio 1963 in undici nastri; il produttore della seduta era George Martin ed i fonici Norman Smith e Richard Langham. Lo stesso giorno vennero registrate Devil in Her Heart, Money (That's What I Want) e Till There Was You. Un rifacimento, mai utilizzato, venne inciso su un nastro il 17 ottobre dello stesso anno; il secondo fonico era, in quel caso, Geoff Emerick. Il mix mono venne realizzato il 21 agosto, mentre quello stereo il 29 ottobre. I nastri utilizzati erano il settimo, il decimo e l'undicesimo; Martin era alla produzione e Smith ed Emerick erano i fonici.
Il brano venne registrato quattro volte per la BBC:
- la prima versione è stata registrata il 24 maggio 1963 e trasmessa per la prima volta il 4 giugno nella trasmissione Pop Go the Beatles
- il 16 luglio dello stesso anno
- una terza versione è stata registrata il 30 luglio dello stesso anno[1] e trasmessa per la prima volta il 24 agosto nel corso della trasmissione Saturday Club; questa versione è stata inclusa nell'album Live at the BBC[1][6]
- il 3 settembre 1963

Una versione live, registrata il 24 ottobre 1963 al Karlaplansstudion di Stoccolma, è stata inclusa nell'Anthology 1 del 1995.

## Formazione

### Versione dei Miracles
- Smokey Robinson: voce
- Bobby Rogers: seconda voce, cori
- Claudette Rogers Robinson: cori
- Pete Moore: cori
- Ronnie White: cori
- Marv Tarplin: chitarra
- Eddie Willis: chitarra
- The Funk Brothers: tutti gli altri strumenti[2]

### Versione dei Beatles
- John Lennon: voce, chitarra ritmica
- George Harrison: seconda voce, chitarra solista
- Paul McCartney: cori, basso elettrico
- Ringo Starr: batteria
- George Martin: pianoforte[1]